# Coleophora trochilella
Coleophora trochilella é uma espécie de mariposa do gênero Coleophora pertencente à família Coleophoridae.